# Burg Freienfels

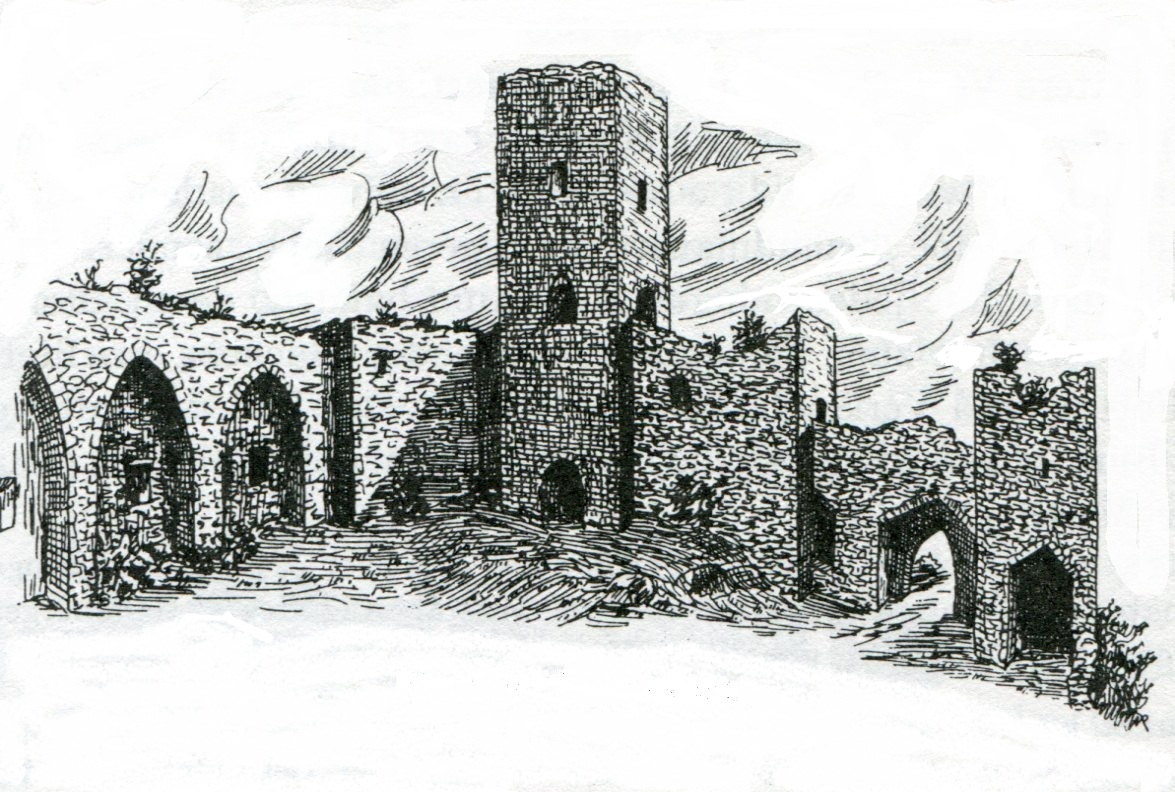
Burg Freienfels um 1900

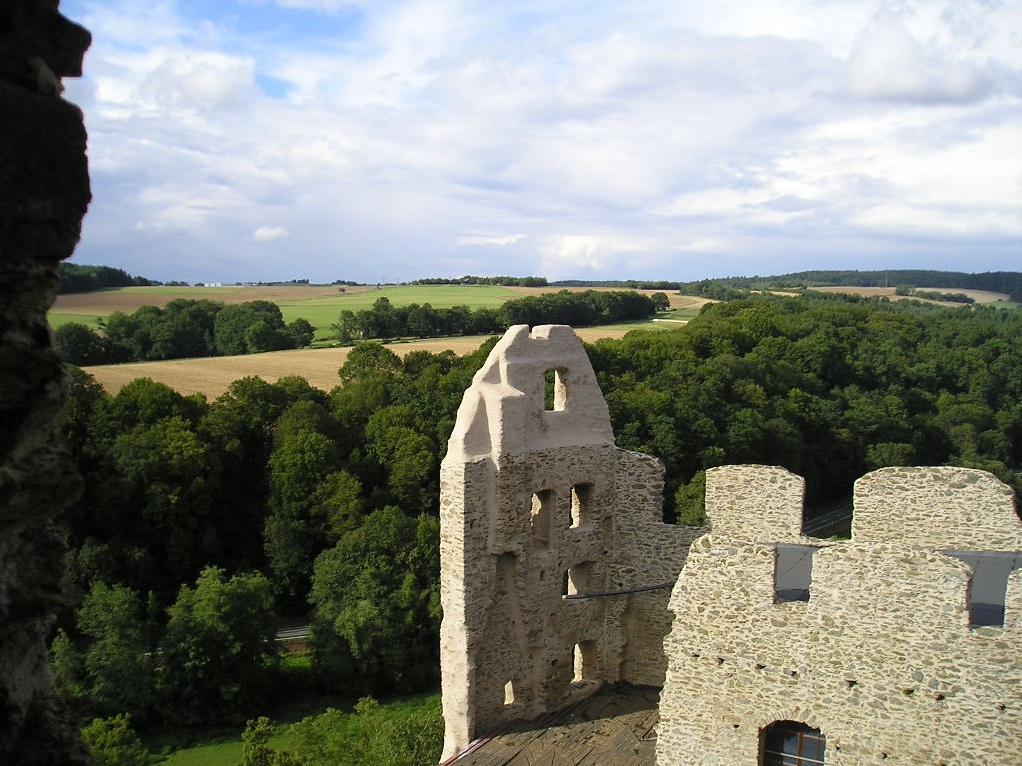
Blick nach Norden auf den Palas und das Weiltal

Die Burg Freienfels ist die Ruine einer Spornburg bei dem Ortsteil Freienfels der Gemeinde Weinbach im Landkreis Limburg-Weilburg in Hessen.

## Lage
Die Burg liegt auf 200 m ü. NN am linken Ufer der Weil, rund drei Kilometer flussauf von der Einmündung des Flusses in die Lahn und rund fünf Kilometer südwestlich der früheren Nassauer Residenzstadt Weilburg. Die Befestigung wurde auf einem Felssporn errichtet. Das sich südwestlich anschließende Dorf Freienfels liegt etwas höher als die Burg. Nach Norden fällt der Felsen zur Weil und nach Südosten zum Bornbach steil ab.

## Geschichte
Über das Erbauungsjahr und den Bauherrn von Burg Freienfels lassen sich nur Vermutungen anstellen. Man geht heute davon aus, dass sie um 1300 durch die Grafen Heinrich und Reinhard von Diez-Weilnau erbaut wurde. Vermutlich versuchten sie damit dem Expansionsstreben des Grafen Adolf von Nassau entgegenzutreten, der sein Territorium um sämtliche in der Nachbarschaft liegende wormssche Besitzungen erweiterte, um seine Hausmacht als deutscher König (seit 1292) zu sichern. Zudem kreuzten sich in der Nähe die Hessenstraße und die Handelsstraße zwischen Frankfurt und Köln.
Die urkundliche Ersterwähnung von Burg Freienfels erfolgte im Jahr 1327 im Testament des Siegfried von Runkel, Propst des Stifts St. Severus in Gemünden und Abkömmling des Hauses Weilnau, der die an ihn verpfändete Burg nebst Zubehör zu jeweils genau bestimmten Teilen an seine Neffen vermachte. 1331 verkauften Siegfrieds Erben die Burg an Graf Gerlach von Nassau. Dadurch wurde das Ziel der nassauischen Grafen, die Burg auszuschalten, erreicht. Im gleichen Jahr musste Gerlach Burg Freienfels sowie die Weilburg im Rahmen der Schlichtung einer Fehde den Herren von Elkerhausen öffnen, erhielt seinerseits aber auch das Öffnungsrecht an deren Stammburg. Nach Klärung der Besitzverhältnisse im nassauischen Raum und dem 1355 erfolgten Fall an die sich bildende weilburgische Linie der Nassauer scheint die Burg Freienfels Ende des 14. Jahrhunderts ihrer militärischen Bedeutung enthoben worden zu sein. Für 1450 ist eine Verpfändung an das Haus Waldmannshausen verbürgt.
1466 gelangte die damals baufällige Burg zusammen mit dem Dorf Freienfels als nassauisches Lehen in den Besitz des Ritters Johann von Schönborn und dessen Sohnes. Das Geschlecht der von Schönborn stammte aus dem gleichnamigen Ort in der Grafschaft Katzenelnbogen. Die Nachkommen Johann von Schönborns besaßen und bewohnten Burg Freienfels rund 220 Jahre lang. Johanns Enkel Valentin von Schönborn bemühte sich ab einer Erbteilung von 1571, Freienfels aus dem Rechtsstatus als nassauisches Lehen in eigenständigen Besitz zu überführen, blieb in den damit verbundenen juristischen Auseinandersetzungen aber erfolglos.
Als die Familie Schönborn im 17. und 18. Jahrhundert einen erheblichen Machtzuwachs erfuhr und Bischöfe, Erzbischöfe, Reichsvize- sowie Reichskanzler stellten, verlegte sie ihren Besitzschwerpunkt nach Mittelfranken. Deshalb verkaufte die Familie das auf 20.000 Gulden geschätzte Lehen an den dänischen Obristen Johann Ernst Freiherr von Friesensee, der am 30. September 1687 von den Nassauern damit belehnt wurde. Seine Witwe Sabina Lamberta verkaufte nach seinem Tod im Jahr 1724 die Burg wieder an die Grafen von Nassau. Ende des 18. Jahrhunderts wurde die Burg, die nie durch Krieg oder Fehde zerstört worden war, dem allmählichen Verfall preisgegeben und diente den Dorfbewohnern als Steinbruch für ihren Hausbau.
Nachdem Nassau 1866 von Preußen annektiert worden war, wurde die Burg preußische Staatsdomäne. Es existieren auf die Jahre 1907/1908 datierte Pläne des Berliner Architekten Bodo Ebhardt (Gründer der Deutschen Burgenvereinigung) zu einem Ausbau der Burg in eine großbürgerliche Villa wilhelminischen Stils, der allerdings nie realisiert wurde. Bemerkenswert sind auch die etwa um die gleiche Zeit entstandenen Bleistiftzeichnungen des Malers Otto Ubbelohde, die die Burg Freienfels aus verschiedenen Perspektiven zeigen. Heute befinden sie sich im Universitätsmuseum Marburg. Das zuständige preußische Kultusministerium begann um 1910 mit Instandsetzungsarbeiten, in deren Verlauf der Turm begehbar und die gesamte Ruine der Öffentlichkeit zugängig gemacht wurden.

## Baubeschreibung
Burg Freienfels lässt sich als hochmittelalterliche Befestigungsanlage charakterisieren, die noch stark an die Bergform angepasst ist, aber in ihrer Kompaktheit auch schon ein spätmittelalterliches Element zeigt. Der Hof wird durch eine in Nord-Süd-Richtung verlaufende, künstlich aufgeschüttete Geländestufe in zwei Höhenebenen unterteilt. Ob es ein Vorgängerbauwerk gab, das nur die obere Ebene umfasste, wird in der Forschung diskutiert, ist aber nicht nachgewiesen.
Ihre Angriffsseite zum Dorf und damit in Richtung Süden ist durch einen tiefen, rund 20 Meter breiten Halsgraben sowie zusätzlich durch eine Schildmauer mit eingesetztem Bergfried geschützt. Heute befindet sich dort ein Damm über den Halsgraben, über den der neue Zufahrtsweg direkt zum Tor führt. Der frühere Zugang verlief über einen steilen Pfad vom Bornbachtal und durch die Sohle des Grabens.
Der Bergfried – wie die gesamte Burg aus Bruchsteinen errichtet – weist einen fast quadratischen Grundriss (6 × 7 m) mit bis zu 3,5 m starken Mauern auf, ist 19 m hoch und kann als Hauptverteidigungseinrichtung gewertet werden. Er besitzt zusätzlich zu dem von der Hofseite zugänglichen, wohl als Lagerraum dienenden Erdgeschoss vier weitere Stockwerke, die zum Teil mit Tonnengewölbe abgeschlossen werden. Während das erste Stockwerk den Zugang zu den Wehrgängen der Schildmauer vermittelt, ist das zweite dieser Geschosse als Wohnetage durch ein Fenster mit Sitzbänken zur Hofseite hin, mit einem Kamin und Lehmputz an den Wänden ausgestattet. Die beiden obersten Stockwerke, deren letztes nur noch in Ansätzen erhalten ist, dienten wiederum Verteidigungszwecken und lassen nach verschiedenen Seiten Schießscharten erkennen. Zugänglich waren die Stockwerke nicht über Treppen, sondern über Leitern.
Die in südlicher und östlicher Richtung an den Bergfried angrenzende Schildmauer wird von – teilweise sogar zweistöckigen – Wehrgängen eingenommen, die zum Hof und zur Feldseite hin Schießscharten sowie einen Aborterker aufweisen. An der Hofseite des südlichen Teils des Turms ist noch das über eine Leiter erreichbare Einstiegsloch in Höhe des zweiten Geschosses erkennbar. Östlich schließt sich an die Schildmauer die Mantelmauer an, deren Innenseite durch vier hohe aufeinander folgende Nischen mit eingelegten so genannten Fischschwanzscharten gekennzeichnet ist, die mit entsprechenden hölzernen Einbauten von Armbrustschützen benutzt werden konnten.
Im Nordosten folgt ein dreiviertelrunder Schalenturm, der ursprünglich die Überwachung des vom Tal aus in Richtung Südosten heraufführenden Weges und die Flankierung des Wohnturmes zur Aufgabe hatte, später jedoch in diesen integriert wurde, wie ein herausgebrochenes mit Sitzbänken ausgestattetes Fenster vermuten lässt. Der Umbau erfolgte wahrscheinlich bei der Instandsetzung des „recht baufälligen Schlosses“ vor Einzug der von Schönborn. Von diesem Schalenturm erreicht man über eine kleine Pforte, die ursprünglich vielleicht als Fluchtmöglichkeit konzipiert war, den der Mantelmauer vorgelagerten Zwinger, der auch als Kräutergarten und Kinderspielplatz genutzt werden konnte.
An der Nordseite der Burg stößt man auf den dreigeschossigen Wohnbau, den Palas. Er zeigt an der an den ursprünglichen Schalenturm angrenzenden Quermauer noch Kaminschächte, die möglicherweise auf einen Küchenbau hindeuten. Auch an seiner westlichen Giebelwand sind noch Reste eines Kamins sowie im dritten Obergeschoss die eines weiteren Aborterkers zu entdecken. Die Längswand des Wohnbaus weist zur Hofseite hin noch deutlich die von der Anbringung von Baugerüsten herrührenden so genannten Rüstlochreihen auf.
Unterhalb des Wohnbaus befinden sich ein großer, über eine steile Treppe zugänglicher Keller (ca. 14 × 5 m) mit einem Tonnengewölbe und bisher ungeklärten Öffnungen, sowie zwei weitere kleinere, allerdings verschüttete Keller links daneben sowie rechts darüber mit quer dazu liegenden Tonnengewölben. Nach Westen hin wird der Burghof durch eine heute nur noch niedrige, 1,5 Meter breite Mauer mit tiefliegenden Schießscharten abgeschlossen, die im Süden auf den quadratischen Torflankenturm trifft. Dieser noch zweistöckige (ehemals wohl dreistöckige), zur Hofseite hin geöffnete Turm ist mit Schießscharten zur Feldseite sowie einem Kamin ausgestattet und könnte der Raum für Wächter gewesen sein. Zusammen mit dem mächtigen Bergfried rahmt dieser wesentlich kleinere Turm die rund sieben Meter lange Mauer auf der Angriffsseite ein, in die das spitz zulaufende, rund 4,5 Meter hohe Tor eingelassen ist.
Zur Burg gehörten der am Ende des damaligen Dorfes gelegene Wirtschaftshof, die heute noch erhaltene Remerstheger Mühle im Tal sowie Wiesen, Wälder, Baum- und Weingärten.
Zusätzlich zum Denkmalschutz besitzt die Burg den Schutzstatus für den Kriegsfall nach der Haager Konvention.

## Förderverein zur Erhaltung der Burgruine Freienfels e.V.

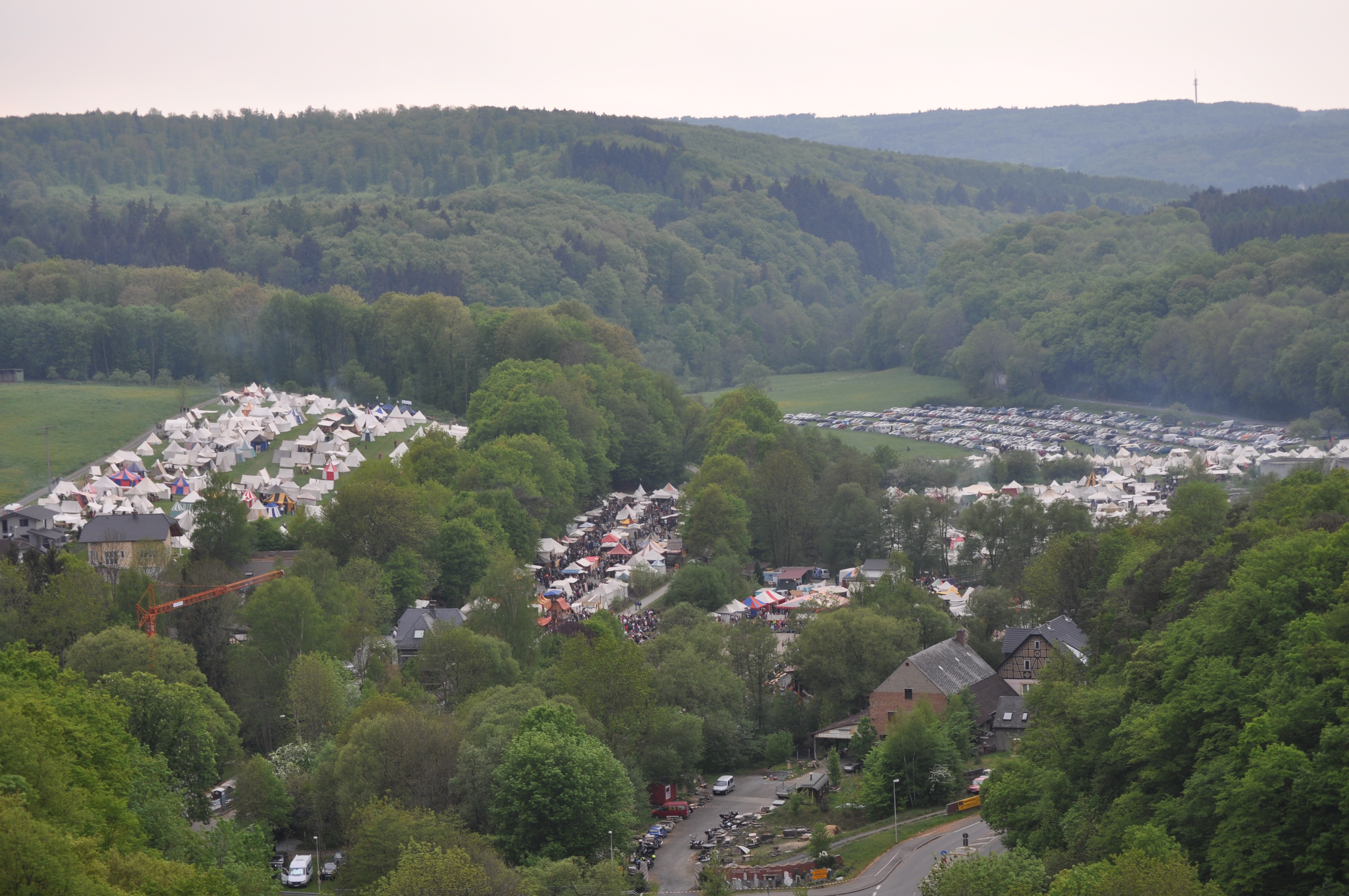
Blick von der Burg auf das Zeltlager der Festspiele 2011

Nachdem das Land Hessen sich nicht mehr bereit zeigte, die Kosten für die in seinem Besitz befindliche Burgruine zu übernehmen, wurde sie zum Verkauf angeboten. Daraufhin gründete sich 1994 von Freienfelser Bürgern der derzeit 120 Mitglieder zählende „Förderverein Burg Freienfels“. Die Ruine ging am 1. Juli 1996 in den Besitz des Vereins über.
Das Ziel des Fördervereins ist der Erhalt der Burgruine in ihrem derzeitigen Erscheinungsbild. Die Haupteinnahmequelle des Vereins bildet der Überschuss aus den Eintrittsgeldern der alljährlich stattfindenden Freienfelser Ritterspiele. Die Veranstaltung gehört zu den größten nicht kommerziellen Veranstaltungen dieser Art. Sie zieht jährlich mehrere tausend Besucher an.
Fundierte fachliche Unterstützung erhielt der Förderverein besonders durch Michael Losse (ehemals Universität Marburg), der ein Gutachten erstellt hat. Darin ging er auf die notwendigen Erhaltungsmaßnahmen ein und diskutierte Vorschläge zur Präsentation der Burg Freienfels in der Öffentlichkeit.
Der Verein hat bislang ein Gesamtgutachten mit Fotodokumentation vom Zustand der Ruine nach der Übernahme erstellen lassen, einen Sanierungsplan aufgestellt, Mörtelanalyse und Mörtelempfehlung für die Ausfugung der Mauern eingeholt, eine Schadenskartierung und eine geophysikalische Bodenuntersuchung nach unterirdischen Mauerresten und Brunnen erstellen lassen.
1997 begann der Verein mit dem Einbau einer Beleuchtungsanlage und der Erneuerung der Brücke. Im folgenden Jahr wurde die Treppe im Bergfried erneuert, der Boden der mittleren Bergfriedebene saniert und der Burgkeller überdacht. 1999 wurde der noch vorhandene Lehmputz saniert, die Mantelmauer sowie die östliche Schildmauer abgedichtet und in Teilen saniert, ebenso die Innenseite des dritten und vierten Stockwerks im Bergfried. Im Jahr 2000 ging die Mauersanierung mit der südlichen Schildmauer, der dortigen Treppe und des Bodens sowie der Außenmauer weiter. Der Bergfried erhielt eine Aussichtsplattform,  gleichzeitig wurde die Mauerkrone saniert. Nach kleineren und vorbereitenden Arbeiten 2001 folgten 2002 Außenwandsanierungen der östlichen Giebelwand, des Halbschalenturms, der Nordseite des Palas’ und der Innenseiten der östlichen Giebelwand und des oberen Schalenturms. Die übrigen Palaswände sowie eine Zwischendecke des Gebäudes waren die Arbeitsschwerpunkte 2003. Im folgenden Jahr wurde die Decke im Palas über den so genannten Butterkeller nach historischen Vorgaben verlängert. Instand gesetzt wurden zudem der Westgiebel, die westliche Ringmauer und Teile des Torflankenturms. 2005 war der Butterkeller der Arbeitsschwerpunkt, der vom Schutt befreit und saniert wurde.